# El Yunque

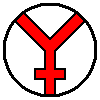
Logo van El Yunque

De Organización Nacional del Yunque ("Nationale Organisatie van het Aambeeld"), kortweg El Yunque is een conservatieve, volgens sommigen fascistische, geheime organisatie uit Mexico.
Aangezien het een geheime organisatie is, komt de meeste informatie van critici of ex-leden. El Yunque zou zijn opgericht in 1955 in Puebla door Ramón Plata Moreno en Manuel Díaz Cid. Volgens onderzoeksverslaggever Álvaro Delgado, een van de prominentste critici van de organisatie, is El Yunque opgericht om "de katholieke religie te verdedigen en te vechten tegen de krachten van Satan, zelfs door geweld of moord." Volgens Delgado zijn een aantal prominente Mexicanen lid van El Yunque, waaronder leden van de regering van Vicente Fox. Verder zou El Yunque een paramilitaire tak hebben, en proberen te voorkomen dat Andrés Manuel López Obrador tot president wordt gekozen.